# Рамаросон, Ипполит
Ипполит Рамаросон (фр. Hyppolite Ramaroson; род. 28 сентября 1951, Антананариву) — мадагаскарский государственный и политический деятель. Во время государственного переворота на Мадагаскаре в 2009 году, после того как президент Марк Равалуманана ушёл в отставку, Ипполит Рамаросон стал исполняющим обязанности президента страны на несколько часов 17 марта 2009 года, прежде чем передать власть Андри Радзуэлинe. С 2010 по 2011 год занимал должность министра иностранных дел и одного из трёх вице-премьер-министров в Высшей переходной администрации Мадагаскара.

## Биография
Родился 28 сентября 1951 года в Антананариву, столице Французского Мадагаскара. Вступил в вооружённые силы Мадагаскара, проходя службу в Воздушно-морских силах, в которые входят как военно-морской флот, так и военно-воздушные силы Мадагаскара. Дослужился до звания вице-адмирала.
17 марта 2009 года после нескольких месяцев интенсивных протестов, президент Марк Равалуманана подал в отставку. Он оставил письмо, в котором указал, что передал полномочия президента Ипполиту Рамаросону как представителю нового «военного управления». В результате Ипполит Рамаросон был главой страны в течение нескольких часов. Военное руководство назвало действия Марка Равалуманана «уловкой» и поддержало лидера оппозиции Андри Радзуэлину. Во время трансляции церемонии из военного лагеря в Антананариву Ипполит Рамаросон и два генерала объявили, что они прекращают военное управление и признают власть Андри Радзуэлины. В видеообращении Ипполит Рамаросон сказал: «Мы категорически отвергаем [военную] власть, которую Равалуманана попросил нас создать после его отставки».
24 февраля 2010 года президент Андри Радзуэлина назначил Ипполита Рамаросона вице-премьер-министром и министром иностранных дел. На следующее утро, 25 февраля 2010 года, он вступил в должность, сменив Ни Хасина Андриамандзату, который ушёл в отставку в начале месяца, потому что считал, что не будет международного признания Андри Радзуэлины, если он не сформирует правительство единства перед выборами. Ипполит Рамаросон стал министром иностранных дел в то время, когда иностранные государства были обеспокоены уровнем легитимности новой администрации и её приверженности демократии, а также была угроза санкций со стороны Африканского союза, если соглашение о разделении власти не вступит в силу к середине марта. Он сказал агентству «Рейтер» в день своего назначения: «Моя основная задача — объяснить международному сообществу, что на самом деле произошло на Мадагаскаре. Я также поговорю с нашими послами, чтобы они работали в интересах страны».
Издание «Madagascar Tribune» отметило, что Ипполит Рамаросон вызвал некоторое затруднение у президента, когда объявил прессе о своем назначении вице-премьер-министром и министром иностранных дел еще до того, как это сделала Высшая переходная администрация. Кроме того, «Madagascar Tribune» предположило, что статус Ипполита Рамаросона как вице-адмирала в вооружённых силах может быть источником напряжения, учитывая, что он, как вице-премьер-министр, был старше в звании премьер-министра Альбера Камиля Витала, полковника.
На заседании Генеральной Ассамблее ООН в 2010 году Мадагаскар стал единственной страной, представитель которой не выступил с речью. Причиной были названы события на заседании Генеральной Ассамблеи ООН в 2009 году, на которой большинство африканских стран проголосовало за то, чтобы запретить выступление президента Андри Радзуэлинe. Ипполит Рамаросон объяснил «Рейтер»: «Мы не хотели повторения этого… Не стоит ссориться на этой Генеральной Ассамблее. Вот по этой причине мы решили не выступать… Никто не велел нам уйти».
В марте 2011 года покинул должность вице-премьер-министра и министра иностранных дел.

## Личная жизнь
Женат на Джоэль Джеки Раджао. У них трое детей: Хари, Тантели и Джеральдин.